# Association Sportive de Saint-Étienne 1992-1993
Questa voce raccoglie le informazioni riguardanti l'Associaton Sportive de Saint-Étienne nelle competizioni ufficiali della stagione 1992-1993.

## Maglie e sponsor
Lo sponsor tecnico per la stagione 1992-1993 è Puma mentre lo sponsor ufficiale è Casino. Il motivo delle maglie è costituito da dei bordi bianchi sul colletto e sulle maniche.
| Manica sinistra · Manica sinistra · Maglietta · Maglietta · Manica destra · Manica destra · Pantaloncini · Calzettoni |

## Organigramma societario
Area direttiva
- Presidente: André Laurent, poi Yves Guichard

Area tecnica
- Allenatore: Jacques Santini
- Allenatore in seconda: Élie Baup, Jean-Noël Dussier

Area sanitaria
- Massaggiatore: Gérard Forissier

## Rosa
| N. |                    | Ruolo | Calciatore             |
| -- | ------------------ | ----- | ---------------------- |
|    | Francia (bandiera) | P     | Joseph-Antoine Bell    |
|    | Francia (bandiera) | P     | Robin Huc              |
|    | Francia (bandiera) | D     | Philippe Cuervo        |
|    | Francia (bandiera) | D     | Jean-Pierre Cyprien    |
|    | Francia (bandiera) | D     | Christophe Deguerville |
|    | Francia (bandiera) | D     | Thierry Gros           |
|    | Francia (bandiera) | D     | Sylvain Kastendeuch    |
|    | Francia (bandiera) | D     | Patrick Moreau         |
|    | Francia (bandiera) | D     | Jean-Philippe Primard  |
|    | Francia (bandiera) | C     | Maurice Bouquet        |
|    | Francia (bandiera) | C     | Christophe Chaintreuil |

| N. |                           | Ruolo | Calciatore        |
| -- | ------------------------- | ----- | ----------------- |
|    | Francia (bandiera)        | C     | Pascal Despeyroux |
|    | Francia (bandiera)        | C     | Loïc Lambert      |
|    | Cecoslovacchia (bandiera) | C     | Ľubomír Moravčík  |
|    | Camerun (bandiera)        | C     | Jean-Claude Pagal |
|    | Francia (bandiera)        | C     | Gérald Passi      |
|    | Francia (bandiera)        | C     | Stéphane Santini  |
|    | Guinea (bandiera)         | A     | Titi Camara       |
|    | Cecoslovacchia (bandiera) | A     | Milan Luhový      |
|    | Francia (bandiera)        | A     | Étienne Mendy     |
|    | Danimarca (bandiera)      | A     | Miklos Molnar     |
|    | Francia (bandiera)        | A     | Didier Tholot     |